# Phrymaceae
Phrymaceae je čeleď vyšších dvouděložných rostlin z řádu hluchavkotvaré (Lamiales). Jsou to byliny a keře s jednoduchými listy a pyskatými květy. Čeleď zahrnuje asi 186 druhů ve 13 rodech. Je rozšířena téměř po celém světě. Ze známějších rostlin sem náležejí kejklířky, občas pěstované jako vlhkomilné okrasné rostliny. Některé druhy v české přírodě zdomácněly.

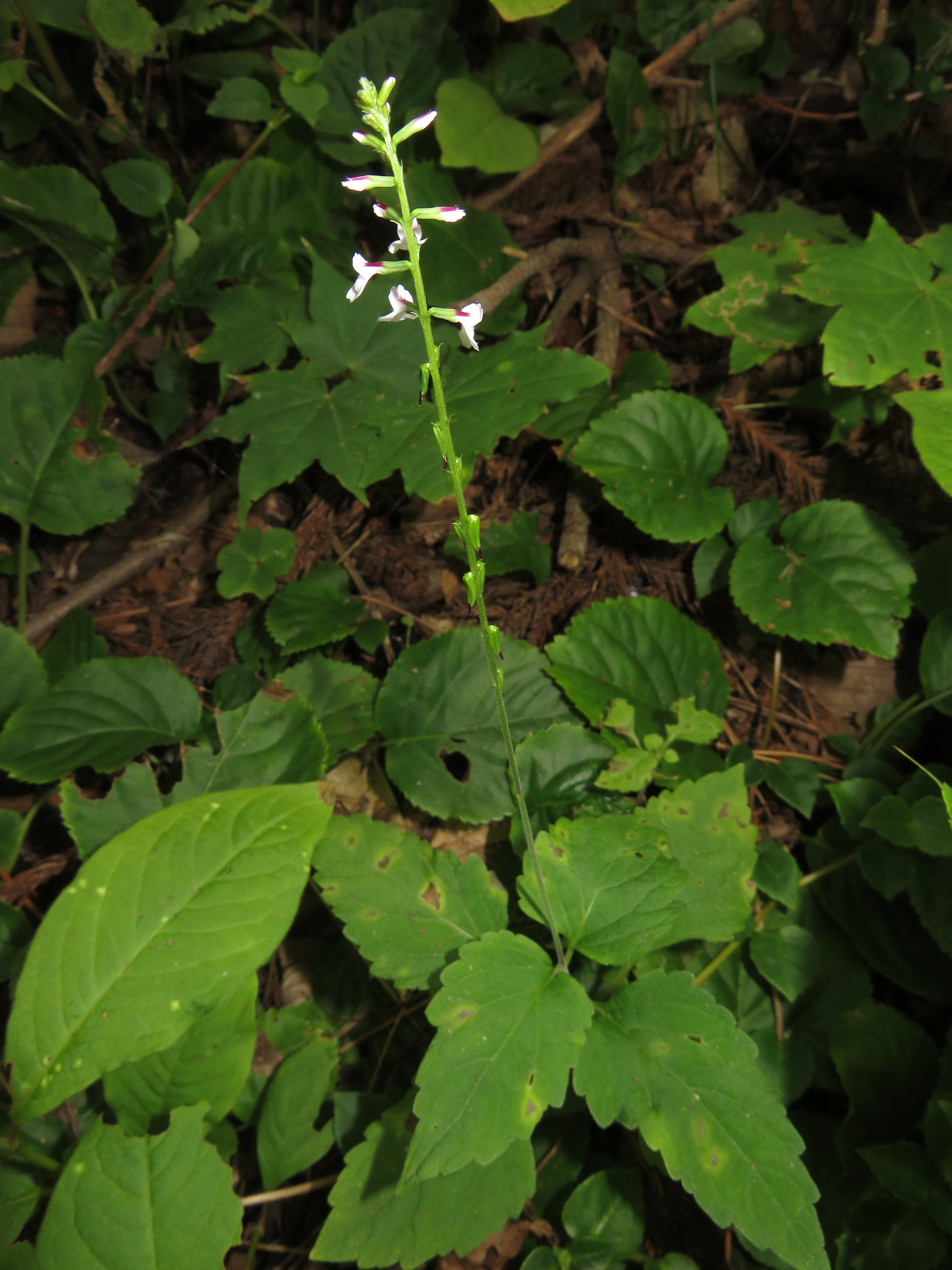
Phryma leptostachya

## Popis
Zástupci čeledi Phrymaceae jsou jednoleté nebo vytrvalé byliny a keře s jednoduchými vstřícnými listy bez palistů. Stonky jsou často čtyřhranné až křídlaté. Čepel listů je celokrajná nebo na okraji pilovitá či zubatá.
Květy jsou jednotlivé úžlabní nebo v květenstvích, nejčastěji ve vrcholovém klasu. Kalich je srostlý z 5 lístků. Koruna je válcovitá nebo trubkovitá, dvoupyská. Horní pysk je dvoulaločný, dolní trojlaločný.
Tyčinky jsou 4 (výjimečně 2), přirostlé v korunní trubce. Semeník je svrchní, srostlý ze 2 plodolistů, s 1 nebo 2 komůrkami. Plodem je tobolka, nažka nebo bobule.

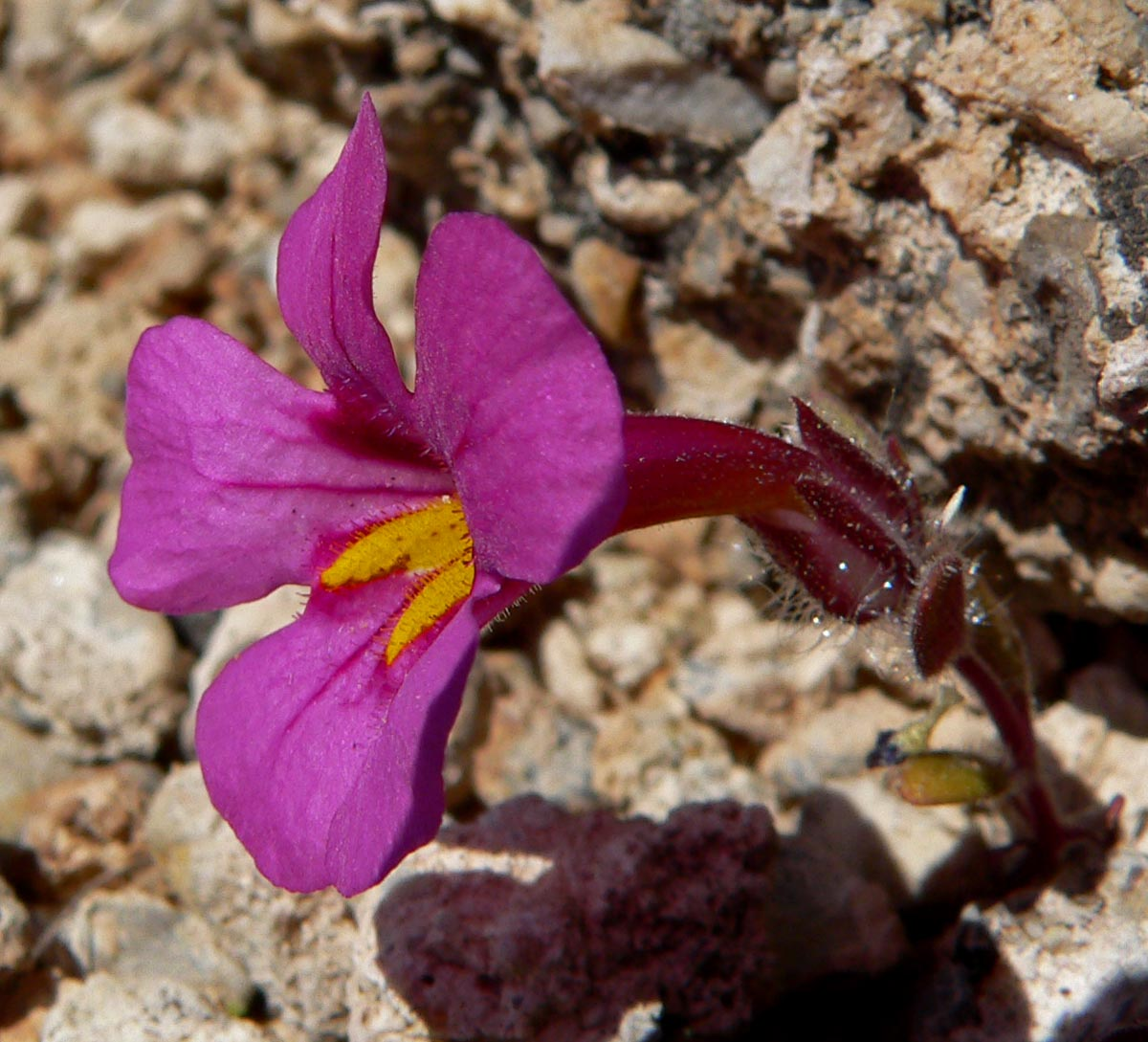
Kejklířka Mimulus bigelovii
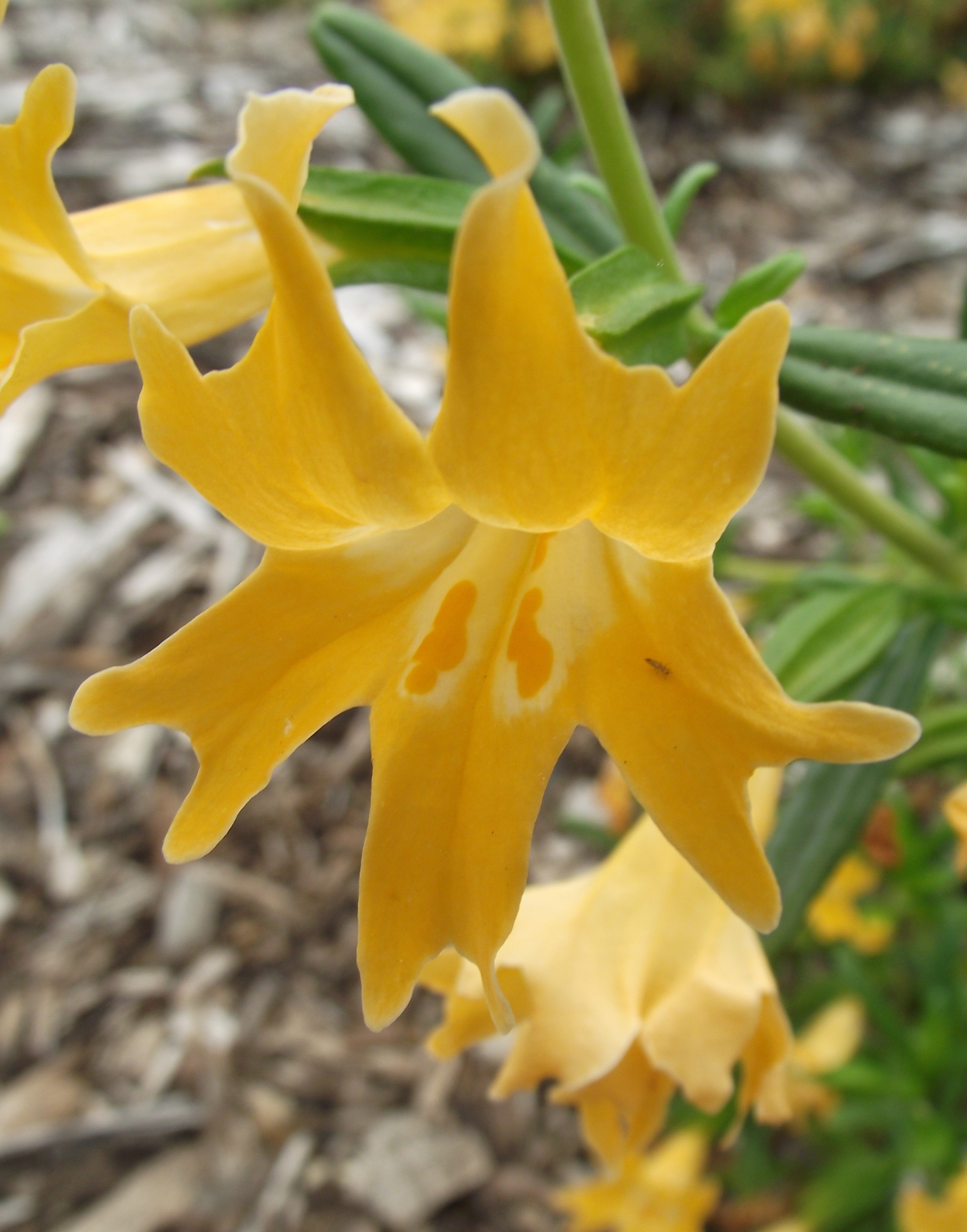
Kejklířka Mimulus bifidus
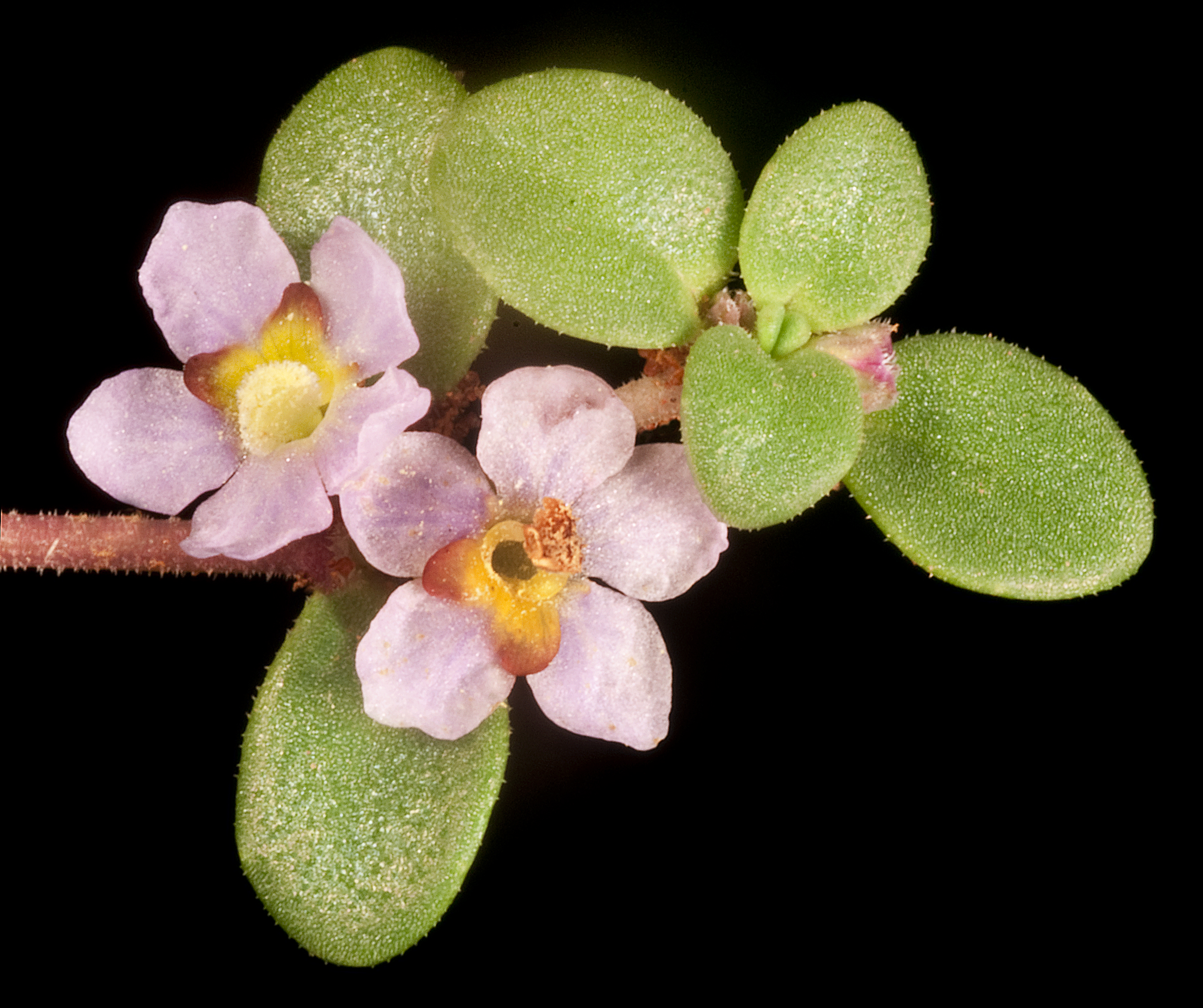
Glossostigma sp.
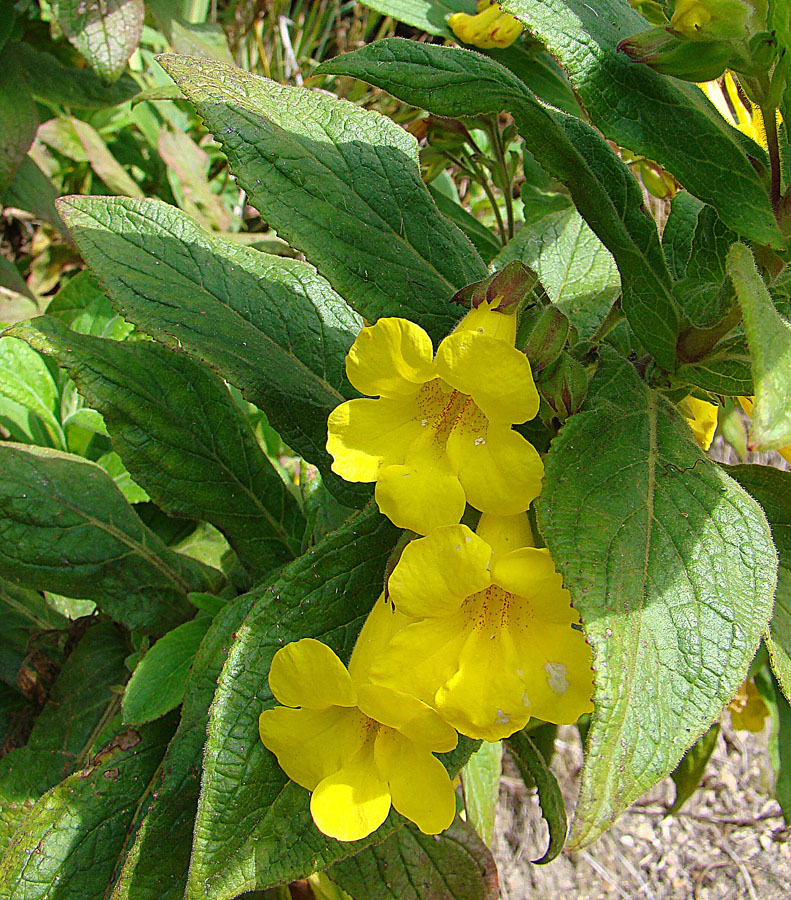
Hemichaena fruticosa

## Rozšíření
Čeleď zahrnuje asi 186 druhů ve 13 rodech. Největším rodem je kejklířka (Mimulus) s asi 150 druhy. Někdy bývá větší část (sekce Erythranthe, 111 druhů) řazena z tohoto rodu do samostatného rodu Erythranthe.
Čeleď je rozšířena téměř po celém světě. Není zastoupena v původní květeně Evropy a ve velké části Eurasie. Největší druhové rozmanitosti dosahuje v západních oblastech Severní Ameriky a v Austrálii.
Severoamerické druhy kejklířka skvrnitá (Mimulus guttatus) a kejklířka pižmová (M. moschatus) začaly v květeně na území České republiky zdomácňovat již v 19. století.

## Taxonomie
V tradičních systémech byla čeleď Phrymaceae povětšině zastoupena, obsahovala však pouze rod Phryma, zatímco ostatní rody byly součástí čeledi krtičníkovité (Scrophulariaceae).
V roce 2011 byla na základě fylogenetických studií ustavena nová čeleď Mazaceae, obsahující 3 rody řazené ve starších verzích systému APG do čeledi Phrymaceae: Mazus, Dodartia a Lancea. Tyto rody jsou po morfologické stránce jen málo odlišné od čeledi Phrymaceae. Čeleď Mazaceae tvoří podle kladogramů bazální větev jedné z vývojových větví Lamiidae zahrnující dále čeledi Orobanchaceae, Rehmanniaceae, Phrymaceae a Paulowniaceae.

## Zajímavosti
Někteří zástupci této čeledi jsou velmi malé rostliny. Celá rostlinka kejklířky Mimulus jepsonii bývá tvořena jen 2 listy, 2 děložními lístky a květem. Také australská vodní rostlina Glossostigma je jen o málo větší než okřehek (Lemna).

## Zástupci
- glosostigma (Glossostigma)
- kejklířka (Mimulus)[8]

## Význam
Různé druhy kejklířky (Mimulus) jsou pěstovány jako okrasné rostliny. Vodní rostlina Glossostigma elatinoides se pěstuje jako akvarijní rostlina.

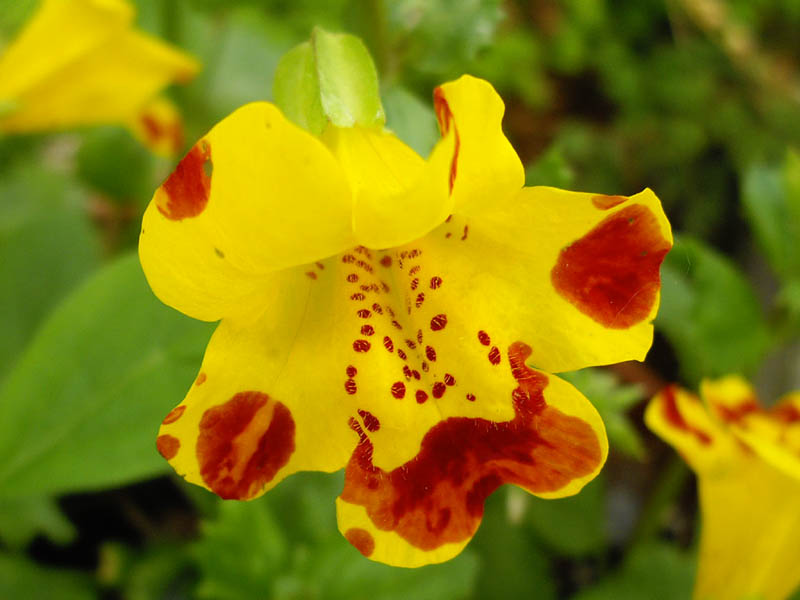
Kejklířka skvrnitá (Mimulus guttatus)
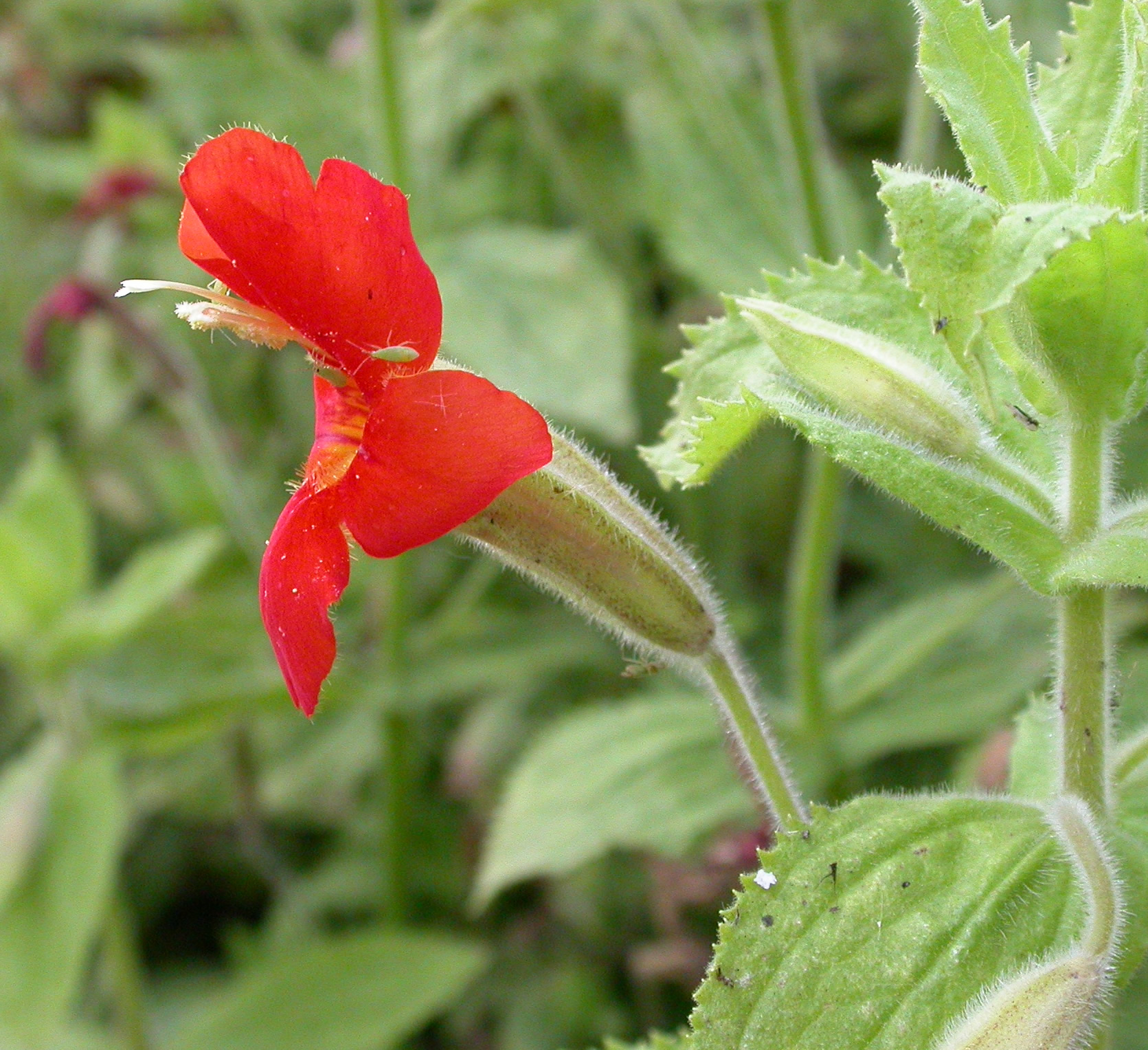
Kejklířka Mimulus cardinalis

## Přehled rodů
Diplacus, Elacholoma, Erythranthe, Glossostigma, Hemichaena, Leucocarpus, Microcarpaea, Mimetanthe, Mimulicalyx, Mimulus, Peplidium, Phryma, Thyridia, Uvedalia